# Olginate

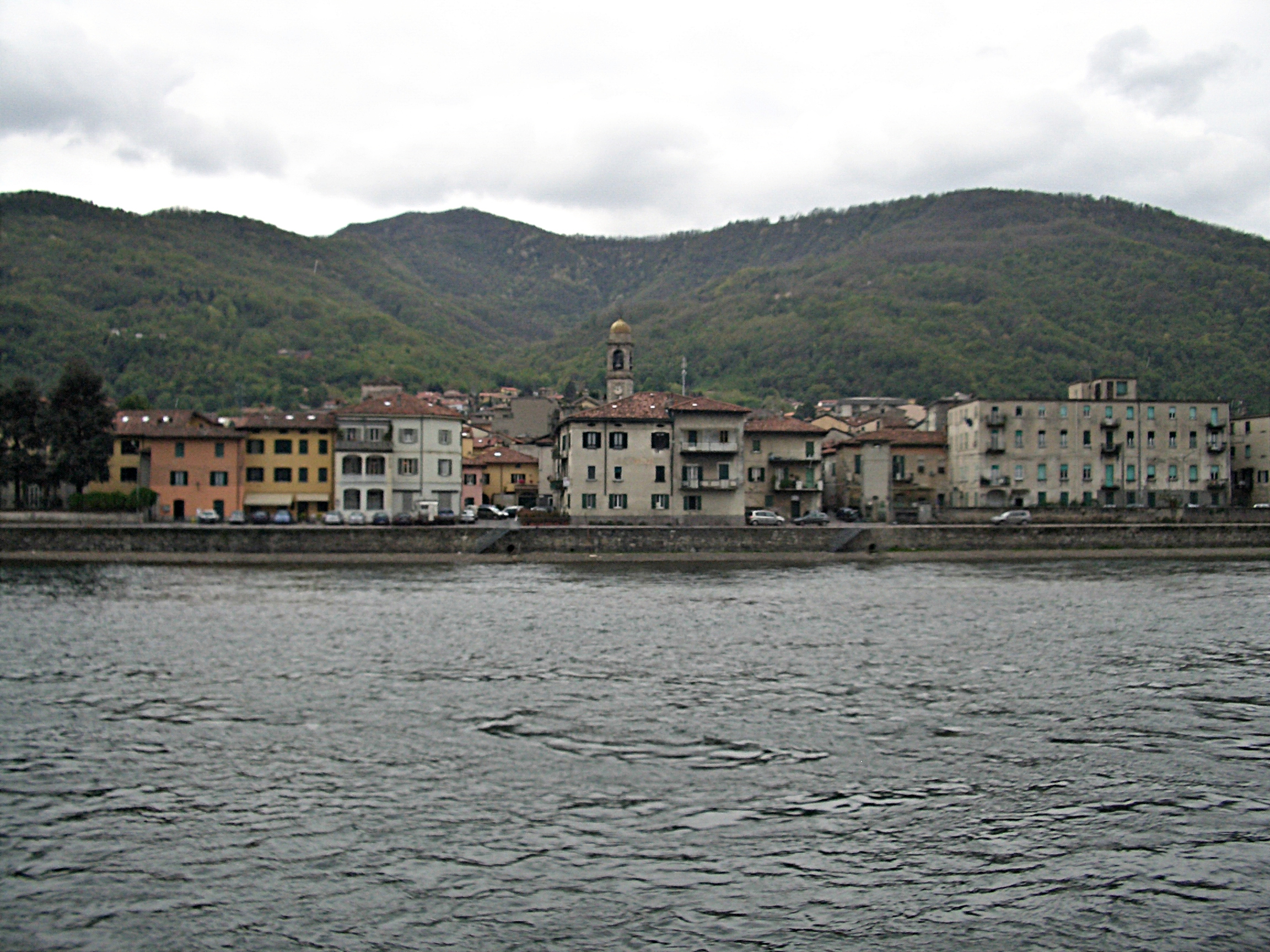
Olginate

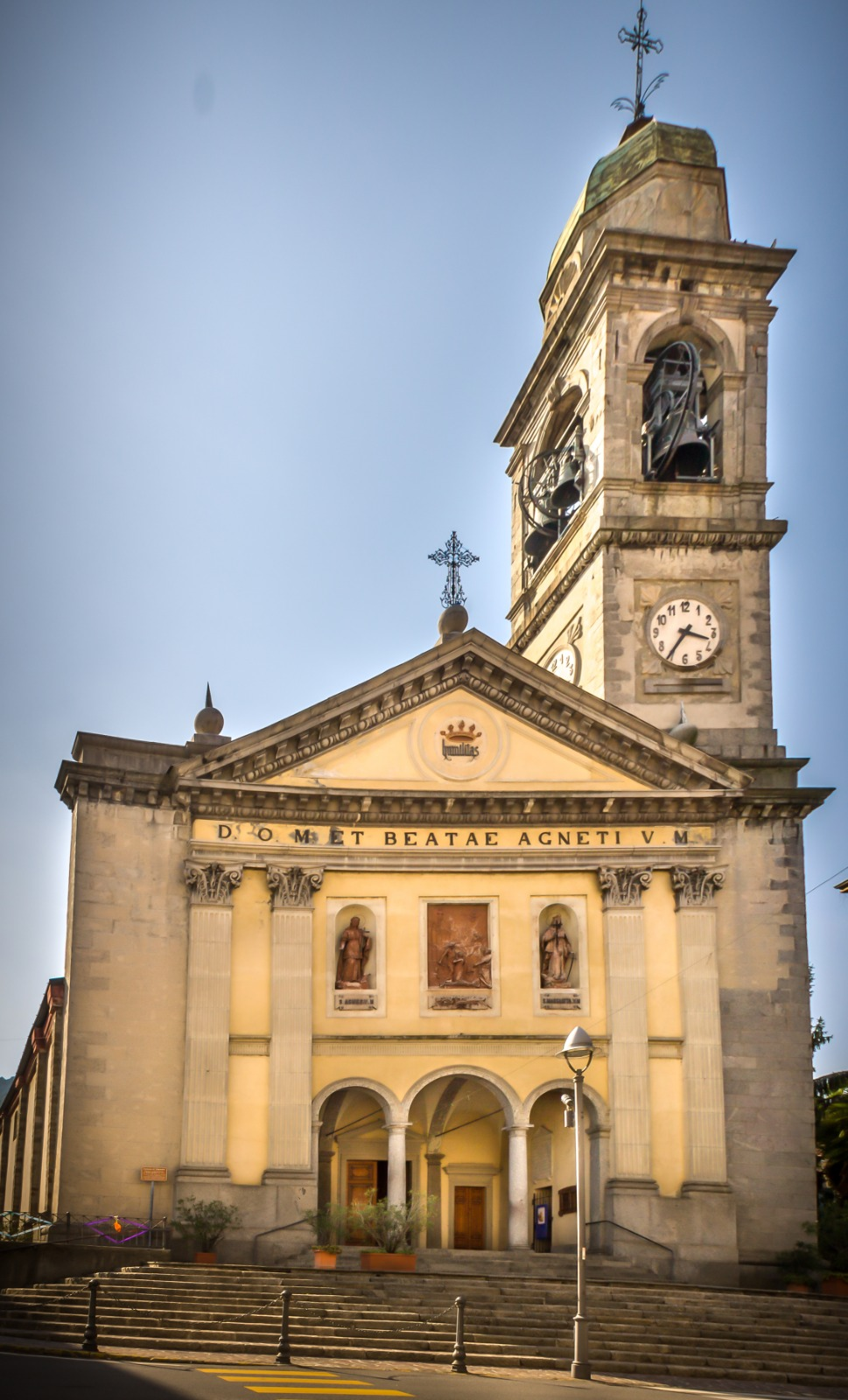
Kirche Santa Agnese

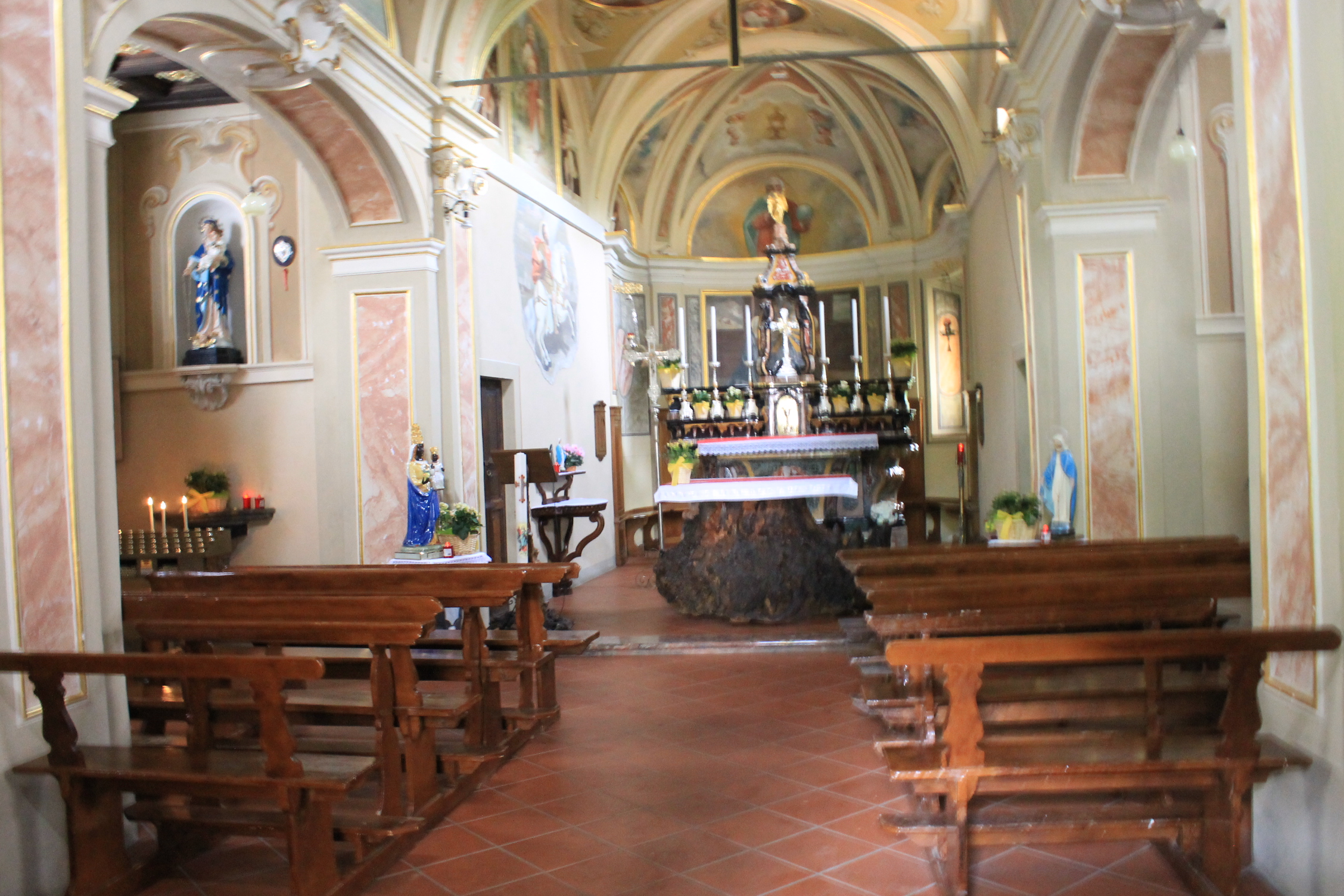
Kirche San Maurizio im Ortschaft Consonno

Olginate ist eine Gemeinde mit 6921 Einwohnern (Stand 31. Dezember 2023) in der Provinz Lecco, Region Lombardei.

## Geografie
Der Ort ist nach dem Lago di Olginate benannt. Der sehenswerte ältere Ortskern liegt direkt an dessen Ufer. Zu den Fraktionen zählt Consonno. Im Jahr 1971 hatte die Gemeinde Olginate eine Fläche von 789 Hektar.
Die Nachbargemeinden sind Airuno, Brivio, Calolziocorte, Galbiate, Garlate, Valgreghentino und Vercurago.

## Geschichte
In den Statuten für die Straßen und Gewässer des Herzogtums Mailand wurde er in der Gemeinde Garlate als el locho da Olzinà aufgeführt. Im Jahr 1412 schwor die Gemeinde Olginate durch Bevollmächtigte Filippo Maria Visconti die Treue, der der Martesana superiore (Monte di Brianza) die bereits 1373 von Bernabò Visconti und 1385 von Giangaleazzo Visconti gewährten Steuerbefreiungen für die loca et cassine Montis Brianze bestätigte. Im Grundbuch des Herzogtums Mailand von 1558 und den nachfolgenden Aktualisierungen bis zum 17. Jahrhundert wurde Olginate zur Gemeinde Garlate gezählt. In einem Prospekt aus dem Jahr 1572 (Terre Ducato di Milano, 1572), in dem alle Ländereien des Herzogtums Mailand und andere, die für den Verkauf freigegeben waren, aufgeführt waren, war auch Olginate enthalten. Aus den Antworten, die 1751 auf die 45 Anfragen der königlichen Volkszählungsbehörde gegeben wurden, geht hervor, dass die Gemeinde Olginate, die zur Pieve Garlate gehörte, die bereits 1538 mit den Gemeinden der Pieve Garlate und Oggiono an Giovanni Agostino d’Adda belehnt worden war, zu diesem Zeitpunkt keinen Lehnsherrn anerkannte, auch wenn es einige gab, die sich auf einen alten Grund, nämlich den Grafen Francesco d’Adda beriefen; residierte damals ein vom königlichen Podestà in Mailand gewählter Leutnant, Leopoldo d’Elio, der ein Gehalt von 8 Lire bezog. 6 Lire und für seine sonstigen Unannehmlichkeiten 3,14 Lire jährlich; der Konsul pflegte bei der Mailänder Strafbank einen Eid abzulegen und zahlte 20.
Infolge des zeitweiligen Anschlusses der lombardischen Provinzen an das Königreich Sardinien wurde die Gemeinde Olginate mit 1.567 Einwohnern, die von einem fünfzehnköpfigen Gemeinderat und einem zweiköpfigen Stadtrat verwaltet wird, auf der Grundlage der durch das Gesetz vom 23. Oktober 1859 festgelegten territorialen Aufteilung in den Bezirk V von Oggiono, Bezirk III von Lecco, Provinz Como, eingegliedert. Bei der Gründung des Königreichs Italien im Jahr 1861 hatte die Gemeinde 1.624 Einwohner (Volkszählung 1861). Nach dem Gemeindegesetz von 1865 wurde die Gemeinde von einem Bürgermeister, einer Junta und einem Rat verwaltet. Im Jahr 1867 wurde die Gemeinde in denselben Bezirk, Kreis und dieselbe Provinz eingegliedert (Verwaltungsbezirk 1867). Im Jahr 1924 wurde die Gemeinde in den Bezirk Lecco der Provinz Como eingegliedert. Nach der Gemeindereform von 1926 wurde die Gemeinde von einem Podestà verwaltet. Im Jahr 1928 wurden die aufgelösten Gemeinden Cabiate und Consonno zur Gemeinde Olginate zusammengefasst. Nach der Gemeindereform von 1946 wurde die Gemeinde Olginate von einem Bürgermeister, einer Junta und einem Rat verwaltet.

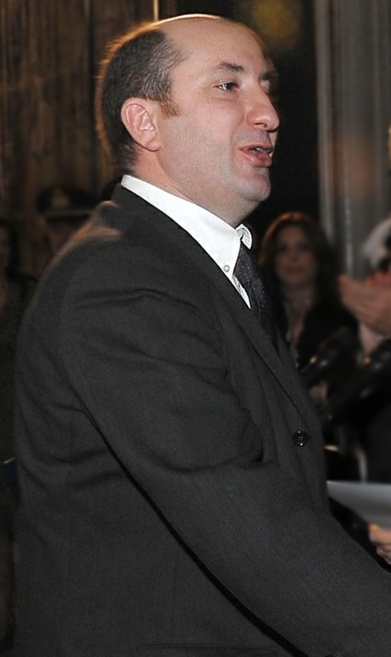
Antonio Albanese

## Bevölkerungsentwicklung
| Bevölkerungsentwicklung | Bevölkerungsentwicklung | Bevölkerungsentwicklung | Bevölkerungsentwicklung | Bevölkerungsentwicklung | Bevölkerungsentwicklung | Bevölkerungsentwicklung | Bevölkerungsentwicklung | Bevölkerungsentwicklung | Bevölkerungsentwicklung | Bevölkerungsentwicklung | Bevölkerungsentwicklung | Bevölkerungsentwicklung | Bevölkerungsentwicklung |
| ----------------------- | ----------------------- | ----------------------- | ----------------------- | ----------------------- | ----------------------- | ----------------------- | ----------------------- | ----------------------- | ----------------------- | ----------------------- | ----------------------- | ----------------------- | ----------------------- |
| Jahr                    | 1861                    | 1871                    | 1881                    | 1901                    | 1911                    | 1931                    | 1951                    | 1961                    | 1971                    | 1981                    | 1991                    | 2001                    | 2022                    |
| Einwohner               | 2086                    | 2317                    | 2581                    | 2826                    | 3098                    | 3302                    | 3851                    | 4111                    | 5199                    | 6599                    | 6635                    | 6695                    | 6361                    |
| Quelle: ISTAT           |                         |                         |                         |                         |                         |                         |                         |                         |                         |                         |                         |                         |                         |

## Sehenswürdigkeiten
- Kirche Santa Agnese. 16. Jahrhundert auf Veranlassung von Karl Borromäus errichtet, der Glockenturm stammt aus der Mitte des 17. Jahrhunderts und ist ein Werk des Architekten Carlo Giuseppe Merlo, während die Fassade aus dem frühen 20. Jahrhundert stammt, lange Zeit war sie Sitz der Pieve von Garlate.[2]
- Kirche San Rocco erbaut 1757, mit einer Fassade aus dem 19. Jahrhundert.
- Klosterkirche Santa Maria la Vite. Altes mittelalterliches Kloster mit Kirche aus dem 15. Jahrhundert, die entweiht und für zivile Zwecke genutzt wird.
- Kirche San Maurizio im Ortschaft Consonno[3]
- Villa Sirtori. Ein Gebäude aus dem späten Mittelalter, das im 16. Jahrhundert zu einem Herrenhaus umgebaut wurde. Heute beherbergt es die Stadtbibliothek.
- Torre del Porto. Casaforte aus dem 13. bis 14. Jahrhundert.
- Römischer Bogen. Bauwerk aus dem Mittelalter, das im Laufe der Zeit umgestaltet wurde und auf den Überresten einer römischen Brücke aus dem 3. Jahrhundert errichtet wurde.
- Frühmittelalterlicher Hof von Capiate. Dorf, das in seiner heutigen Form aus dem 18. Jahrhundert stammt, dessen Ursprünge jedoch auf das 14. Jahrhundert zurückgehen, das befestigte Zentrum eines landwirtschaftlichen Betriebs. Der Hof, der dem Mailänder Kloster Sant'Ambrogio unterstellt war, ist mittelalterlichen Ursprungs. Aus dieser Zeit sind ein spätrömischer Turm, einst in eine frühmittelalterliche Basilika integriert, und ein Marmorgrabstein erhalten.
- Komplex Ca' Romano: Cascina aus dem 15. Jahrhundert.

## Persönlichkeiten
- Carlo Colombo (1909–1991), Weihbischof in Mailand
- Antonio Albanese (* 1964), Schauspieler, Komiker, Regisseur, Schriftsteller
- Claudio Corti, Alpinist

## Sport

### Fußball
Die Unione Sportiva Olginatese spielt in der Serie D, der höchsten italienischen Amateurliga.